# Sapian
Sapian es un municipio filipino de tercera clase, perteneciente a la provincia de Cápiz, en las Bisayas Occidentales.

## Historia
Hacia mediados del siglo XIX, el lugar tenía contabilizada una población de 6991 habitantes, repartidos en 1166 casas. Aparece descrito en el segundo volumen del Diccionario geográfico, estadístico, histórico de las Islas Filipinas (1851) de Manuel Buzeta Núñez y Felipe Bravo con las siguientes palabras:

SAPIAN: pueblo con cura y gobernadorcillo, en la isla de Panay, prov. de Capiz, dióc. de Cebú, sit. en los 126° 15' long. 11° 26' lat. en terreno llano á la orilla de un rio, y bajo un climoa algo cálido y saludable. Tiene unas 1,166 casas, la parroquial y la de comunidad donde se halla la cárcel. La iglesia parroquial es de mediana fábrica y está servida por un cura secular. Hay una escuela de instruccion primaria á la que concurren bastante alumnos, y el maestro de ella tiene una asignacion, pagada de los fondos de comunidad. El térm. confina por O. con el de Batan que dista 1 leg., por O. S. O. con el de Mambusao á 1 ½ id., por S. S. O. con el de Sigma á 1 leg., por E. con el de Dao á 3 ½ id., por S. S. E. con de Tapas, y por N. con el mar. El terr. es llano en general y lo riega el mencionado rio que pasa al Mediodia del pueblo. Prod:: arroz, maiz, caña dulce, algodon, abacá, frutas y legumbres. La ind. consiste principalmente en la agricultura, ocupándose tambien algunos en la pesca, y las mugeres en el hilado y tejido del algodon. La venta del arroz y sobrante de los otros productos, con la importacion de algunos de los artículos de que carece, es lo que forma su com. Pobl. 6,991 almas, y en 1845 pagaba 1,000 trib. que hacen 10,000 rs. plata.
(Buzeta y Bravo, 1851, p. 424)

En 2020, tenía censados 26 697 habitantes.